# Zdeněk Fink (konfident gestapa)
Zdeněk Fink byl za Protektorátu Čechy a Morava konfidentem pražského gestapa a Sicherheitsdienstu (SD). S gestapem začal spolupracovat po svém zatčení souvisejícím s nelegálním (tzv. černým) obchodem. Mimo jiných akcí byl nasazen gestapem proti partyzánskému oddílu Národní mstitel, kdy se Fink vydával za člena fiktivního „Ústředí československého odboje v Praze“. Toto „Ústředí“ sloužilo jako volavčí síť gestapa. Ke konci německé okupace Čech a Moravy došlo k prozrazení Finkovy identity a členové domácího odboje se jej pokusili zlikvidovat. Zdeněk Fink byl internován do pražské věznici na Pankráci, ale dne 5. května 1945 se dostala věznice do rukou povstalců, zde zadržovaní (mezi nimi i Zdeněk Fink) byli osvobozeni a bylo jim umožněno věznici opustit. Fink využil situace a z věznice odešel. Nikdy nebyl dopaden a za své činy potrestán.

## Albatros
Na popud vedoucího protiparašutistického oddělení Williho Leimera byl pověřen přední spolupracovník protiparašutistického referátu gestapa – konfident Jaroslav Nachtmann – dvěma souběžně se podporujícími úkoly: řízením utajené zpravodajské kanceláře (krycí název Albatros) pro koordinaci akcí konfidentů gestapa a vytvořením levicově zaměřené tzv. „volavčí sítě“ na kterou by se napojily odbojové skupiny poté, co byla rozmetána jejich komunistická centrála (a předpokládalo se, že se budou chtít napojit na nějaké své „ústřední velitelství“).
Zpravodajská kancelář (provozovaná pod krytím jako firma „Albatros“) byla určena pro utajený styk gestapa s konfidenty, agenty a informátory ale i k jiným úkolům (a to především jako náhrada za kanceláře v Petschkově paláci) – pro operace „vzdálené očím veřejnosti“. Ve čtvrtém patře domu na adrese Mikovcova (německy: Mikowec–Strasse) 574/3, Praha 2 původně sídlil zasilatelský podnik Albatros židovského majitele, který byl deportován do Osvětimi. Od konce roku 1942 tady začala pracovat tajná kancelář gestapa. Kancelář fungovala pod názvem „Ústřední vedení revolučních národních výborů“ jako jakési konfidentské fiktivní „Ústředí“, které mělo „pokrývat“ (demaskovat) odbojáře a jejich ilegální struktury z oblasti Plzeňska, středních Čech a Podkrkonoší. Firma Albatros byla založena na krycí jméno Jaroslava Nachtmanna – Jaroslav Nebeský – a ten tuto kancelář také řídil. Na vymýšlení celkové „koncepce“ Albatrosu a v jeho čele stál konfident Nestor Holejko, dalším byl Zdeněk Fink, pak zde ještě figurovali: konfident Jaroslav Žícha a bývalí parašutisté: Adolf Horák (velitel výsadku SULPHUR); Vítězslav Lepařík (velitel výsadku GLUCINIUM) a Antonín Vohradník (z paradesantního výsadku KOM D/II, který byl v Praze zatčen 14. října 1943, následně „zlomen“ ke spolupráci s gestapem a na jaře 1944 přidělen k ruce Jaroslavu Nachtmannovi. Do této konfidentské „centrály“ docházeli s informacemi a pro další úkoly rovněž zrádci – parašutisté: Viliam Gerik (paradesantní výsadek ZINC) a rotný Karel Čurda (pomocník velitele paradesantního výsadku OUT DISTANCE). Na této adrese se také často vyskytovali i další konfidenti: Jaroslav Žícha, Josef Renner, Josef Musil a Nestor Holejko.

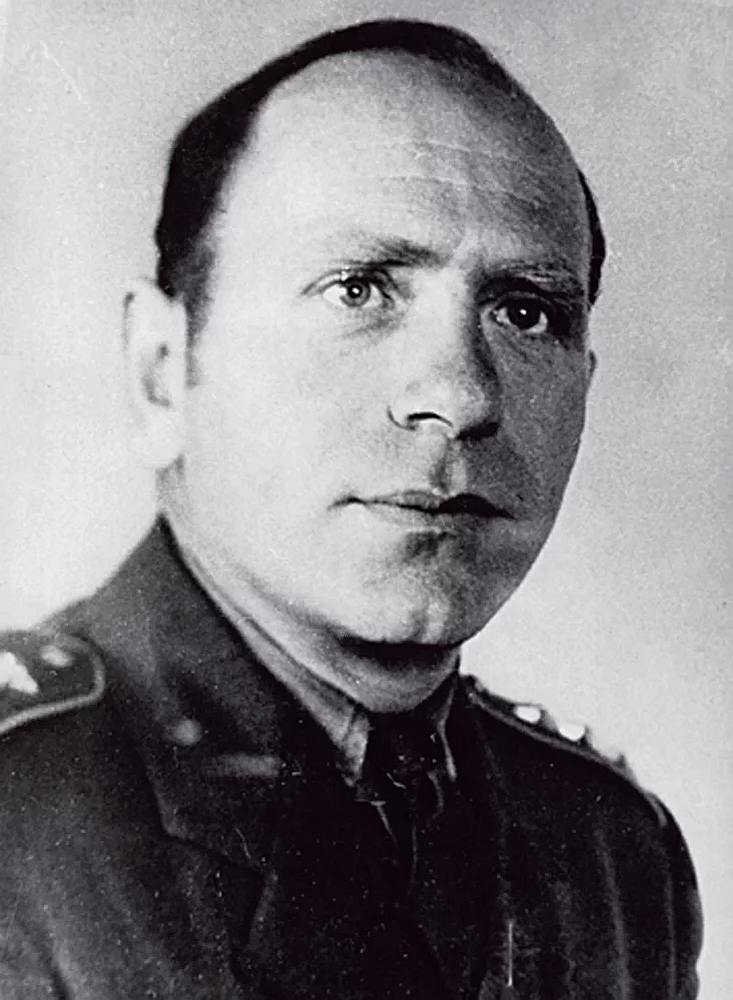
Adolf Horák (velitel paradesantního výsadku SULPHUR)
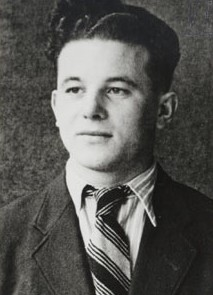
Viliam Gerik (paradesantní výsadek ZINC)

## Výsledky

### Odbojová skupinaProkop Holý
Odbojová skupina Prokop Holý působila na Příbramsku a vedl ji komunista Antonín Veverka. Dne 10. září 1943 byl vysazen nedaleko Varšavy parašutista Rudolf Procházka. Po přesunu na Moravu se mu ale v Brně nepodařilo navázat kontakt s domácím odbojem. Přemístil se tedy na Nedvědicko a z Albrechtic u Rozsoch vysílal radiotelegrafickou cestou od podzimu 1943 po dobu 9 měsíců do Moskvy depeše se zpravodajským obsahem ze střední Moravy. Vysílačku (ukrytou ve statku u Holečků) ale zaměřilo gestapo a 15. července 1944 byl statek přepaden německými bezpečnostními složkami. Procházka s Josefem Holečkem mladším uprchli, zbytek rodiny byl zatčen a 27. září 1944 popraven v koncentračním táboře Mauthausen. Po zátahu tak Rudolf Procházka přišel o radiotelegrafické spojení s Moskvou. V té době velel Procházka odbojové skupině Prokop Holý, která se přeorientovala ze zpravodajské činnosti na organizování destrukčních akcí (železniční sabotáže). Pod Procházkovo velením se uskutečnilo celkem 54 partyzánských akcí. (Například 14. července 1944 vyřadili trať u maloměřické cementárny na plných 7 hodin.) Tyto aktivity vykonávala partyzánská jednotka (oddíl) Prokop Holý až do prosince 1944. 
Na přelomu května 1944 a června 1944 se na tuto organizaci napojili především konfidenti Adolf Horák (alias Standa) a Jaroslav Žícha (alias Jarda Příbramský), ale i Nestor Holejko a Zdeněk Fink. Poté, co se jim podařilo zcela proniknout do této odbojové skupiny, zahájili její zpravodajské vytěžování. Napříkla na konci června 1944 lákali Adolf Horák s Jaroslavem Žíchou odbojáře do svých sítí tak, že „přivezli z Prahy ruského parašutistu Tondu“ (toho ztělesňoval Antonín Vohradník) a jeho prostřednictvím pak uskutečnili schůzku (v Bratkovicích) se zástupci ilegální organizace Prokop Holý. Infiltrace a zpravodajské vytěžování odbojové skupiny Prokop Holý probíhalo až do podzimu 1944, kdy byla nakonec skupina Prokop Holý kompletně zlikvidována gestapem. Pomocí kontaktů této odbojové skupiny se německé bezpečnostní složky dostaly na stopu další levicové odbojové organizace Předvoj působící na Strakonicku a napojilo se na některé další organizace operující na Jičínsku.

### Odbojová skupinaPředvoj

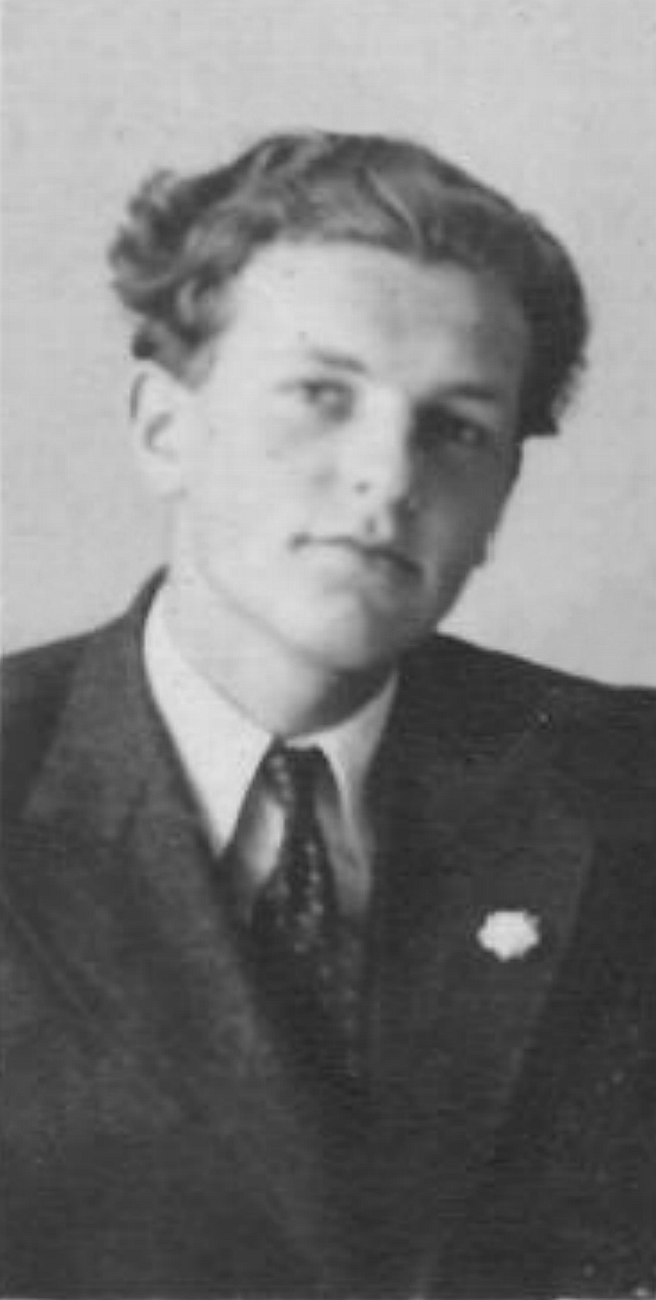
Karel Hiršl – vůdce odbojové skupiny Předvoj

Předvoj byla protifašistická odbojová organizace převážně složená z komunisticky orientované mládeže, která působila v letech 1943–1945 v Protektorátu Čechy a Morava. Myšlenka založení odbojové skupiny vznikla mezi mladými, kteří se v protektorátní době scházeli v evangelickém sboru v Praze na Smíchově. Postupně se organizace rozrůstala, plánovitě navazovala spolupráci s malými roztříštěnými odbojovými skupinami na celém území Protektorátu Čechy a Morava. Jednou z hlavních aktivit Předvoje bylo od začátku roku 1944 i pravidelné vydávání stejnojmenného ilegálního měsíčníku Předvoj, který sloužil jako instrukční tisk pro členy organizace. V létě 1944 již Předvoj navázal spojení a odbojovými skupinami v Praze a jejím okolí, na Kladně v Plzni, Rokycanech, Říčanech, Pečkách, Bohdanči, Brně a okolí, Olomouci, Zlíně, Frenštátě pod Radhoštěm, Přerově, Písku a na dalších místech. Významné bylo především spojení na příbramskou organizaci Prokop Holý, která se zaměřovala na sabotáže na železnici. Předvoj poměrně rychle sjednotil odbojové protifašistické skupiny z celého tehdejšího protektorátu a stal se ve své době největší komunistickou odbojovou organizací na našem území. Ale právě kontakty s organizací Prokop Holý, která byla již od května 1944 infiltrována konfidenty gestapa, se Předvoji stalo osudným. 
Dne 21. října 1944 se podařilo gestapu v Praze zlikvidovat ilegální tiskárnu využívanou a provozovanou odbojovou organizací Předvoj. Na likvidaci Předvoje se významnou měrou podíleli konfidenti pražského gestapa Nestor Holejko a Zdeněk Fink. Během zatýkání se pokusil odbojář Jiří Staněk uprchnout. V následující dramatické honičce byl ale na Jiráskově mostě v Praze postřelen a zatčen. Definitivní rozbití Předvoje se uskutečnilo až počátkem března 1945 v souvislosti se zatčením ilegálního vedení pražského kraje a s likvidací tiskárny Rudého práva, kdy se gestapu dostal do ruky seznam představitelů Předvoje.

### Odbojová skupinaKOS
V domě na adrese Ve Smečkách 1920/27 se nacházel za protektorátu pedikérský salón Miroslava Šáry staršího a jeho syna Miroslava Šáry mladšího. Zde se scházeli odbojáři patřící do Skupiny P, která se později přejmenovala na ilegální organizaci KOS (Kázeň–Odvaha–Síla). Jejím vedoucím byl Miloslav Šára (starší). 
Během roku 1942 se do odbojové skupiny KOS infiltrovali konfidenti protiparašutistického referátu gestapa: Jaroslav Žícha; Zdeněk Fink; Jaroslav Nachtmann (alias poručík Šulc) a Nestor Holejko (alias inženýr Kalinin – major Rudé armády). Dále sem postupem doby pronikli i Karel Čurda a Václav Kindl. Aniž to odbojáři tušili, sloužila jejich odbojová skupina KOS jako informační kanál pro Řídící úřadovnu gestapa v Praze. Tuto ilegální skupinu KOS zároveň používalo gestapo jako tzv. „volavčí síť“ k nalákání dalších odbojářů či celých ilegálních skupin ke spolupráci a takto „prošpiclovaná“ organizace KOS byla použita nacisty k radiové zpravodajské protihře „Hermelin“. Do této protihry byl zapojen nadporučík Václav Kindl (paradesantní výsadek  Intransitive), který byl ochoten na protihře s Němci spolupracovat. (V březnu 1943 byl Kindl zatčen gestapem a následně získán pro spolupráci.)
Na jaře 1943 byla skupina KOS silně narušena úderem protikomunistického referátu gestapa. Dne 27. března 1944 byl v Praze zatčen vedoucí představitel odbojové skupiny KOS (Kázeň–Odvaha–Síla) Miroslav Šára (starší). (Šára byl současně i krajským vedoucím Českého svazu válečníků, Praha město.) K definitivní likvidaci odbojové skupiny KOS došlo v létě 1944 (za přispění protikomunistického referátu gestapa).

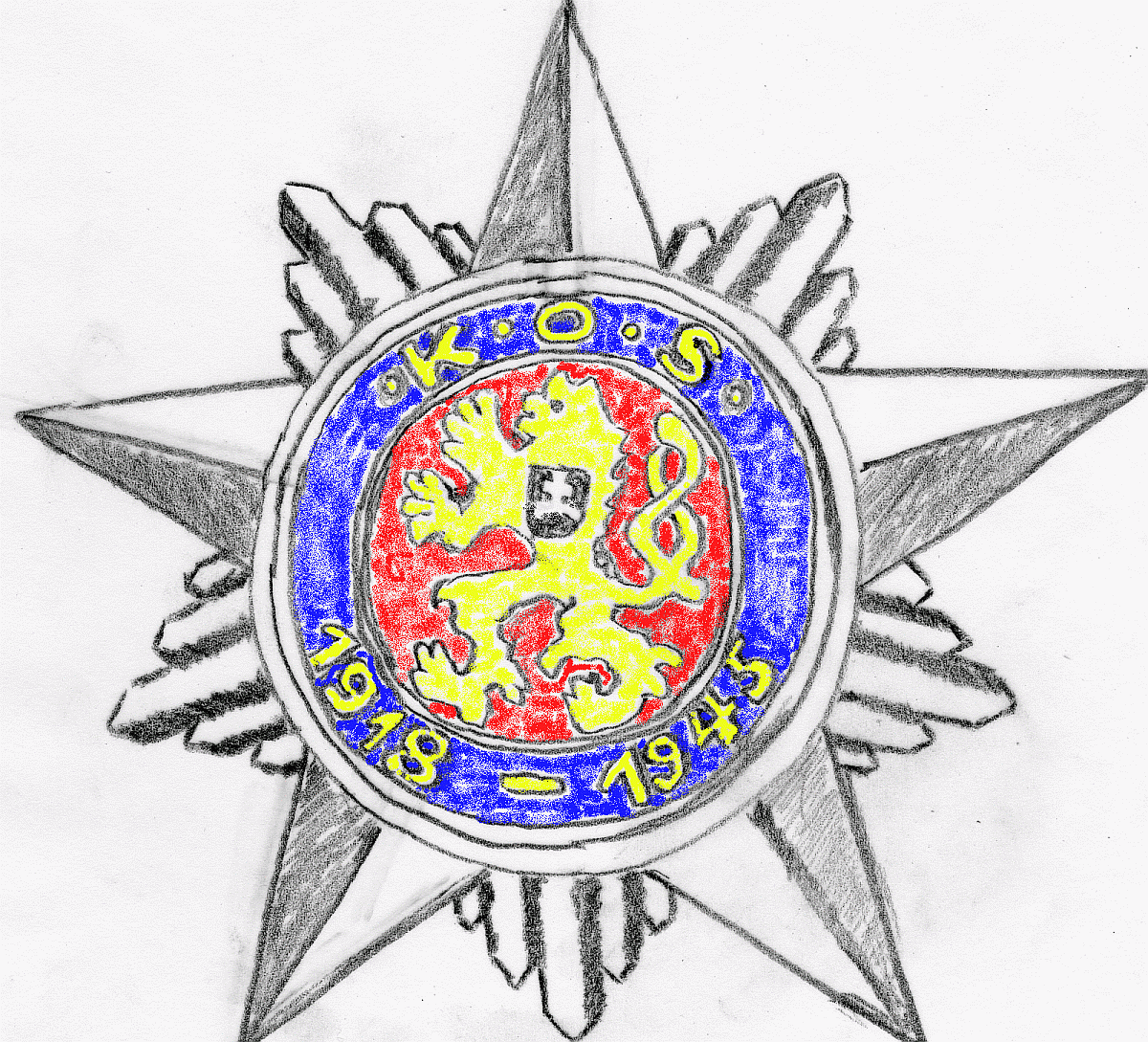
Pamětní odznak odbojové skupiny KOS
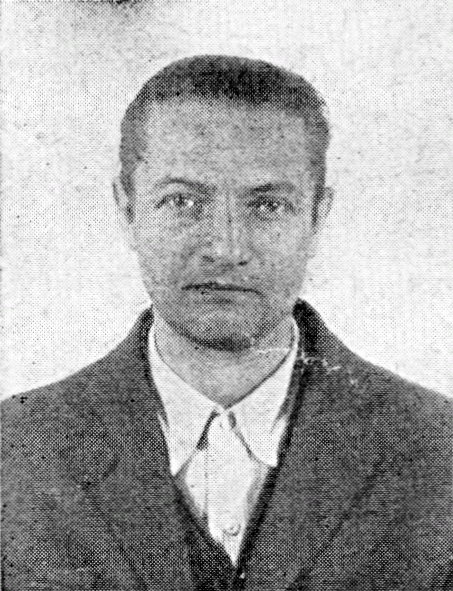
Vazební fotografie Miroslava Šáry (staršího) z Pankrácké věznice (rok 1944)
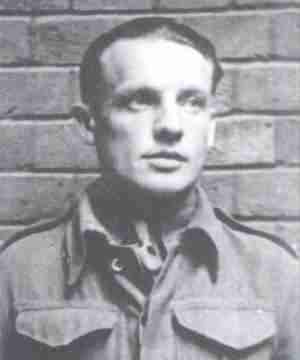
Karel Čurda
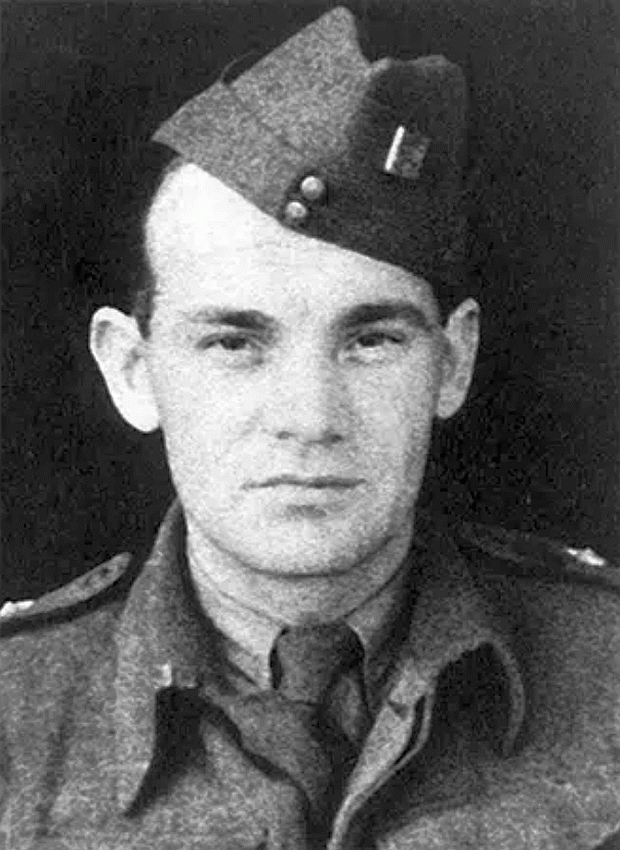
Václav Kindl

### AkceKlášter
Členové Albatrosu zinscenovali v září 1944 a v listopadu 1944 v prostorách dominikánského kláštera při kostele svatého Jiljí v Husově ulici v Praze (na adrese Husova 236/4a, Praha 1 - Staré Město) dvě fiktivní „divadelní“ schůze domnělého odbojového "Ústřední vedení revolučních národních výborů". K této akci pražské gestapo zneužilo dobrou vůli dominikánského řádu poté, co zdejší mniši projevili zájem spolupracovat s domácím odbojem.
Na prvním zasedání „Ústředí“ byly projednány „směrnice“ pro zakládání národních výborů. Tohoto divadelního představení se zúčastnili: Jaroslav Nachtmann (alias kapitán Káznička), Nestor Holejko (alias komisař, major Rudé armády - inženýr Kalinin) a parašutista Antonín Vohradník (alias Tonda – ruský parašutistu a „odborník“ na národní výbory). Při akci Klášter figurovali i další členové „Albatrosího ústředí“: Jaroslav Žícha (alias Jarda), Zdeněk Fink (alias Pepík) a druhý parašutista Vítězslav Lepařík (alias Víťa z Londýna; příslušník paradesantního výsadku GLUCINIUM, zatčený v Praze 18. října 1944 a získaný ke spolupráci s gestapem).
Schůzky v dominikánském klášteře byly nahrávány a jejich účastníci byly nepozorovaně fotografováni. Řada odbojářů pak právě těmito nahrávkami a snímky byla nezpochybnitelně usvědčena z odbojové činnosti proti Velkoněmecké říši. Fiktivní Akce Klášter sice dokonale mystifikovala skutečné odbojáře, ale gestapo její realizací nezískalo žádné nové oběti z řad tzv. padákových agentů, proti nimž byla původně rozehrána. Akce Klášter byla proto v lednu 1945 ukončena velkým zatýkáním prozrazených osob z řad skutečných odbojářů.

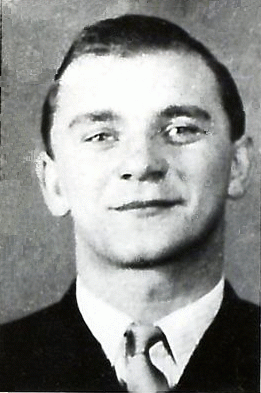
Jaroslav Nachtmann
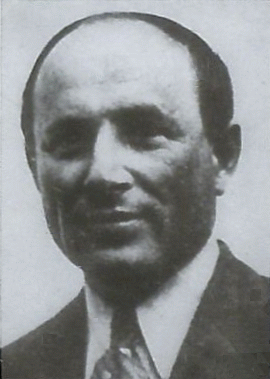
Nestor Holejko
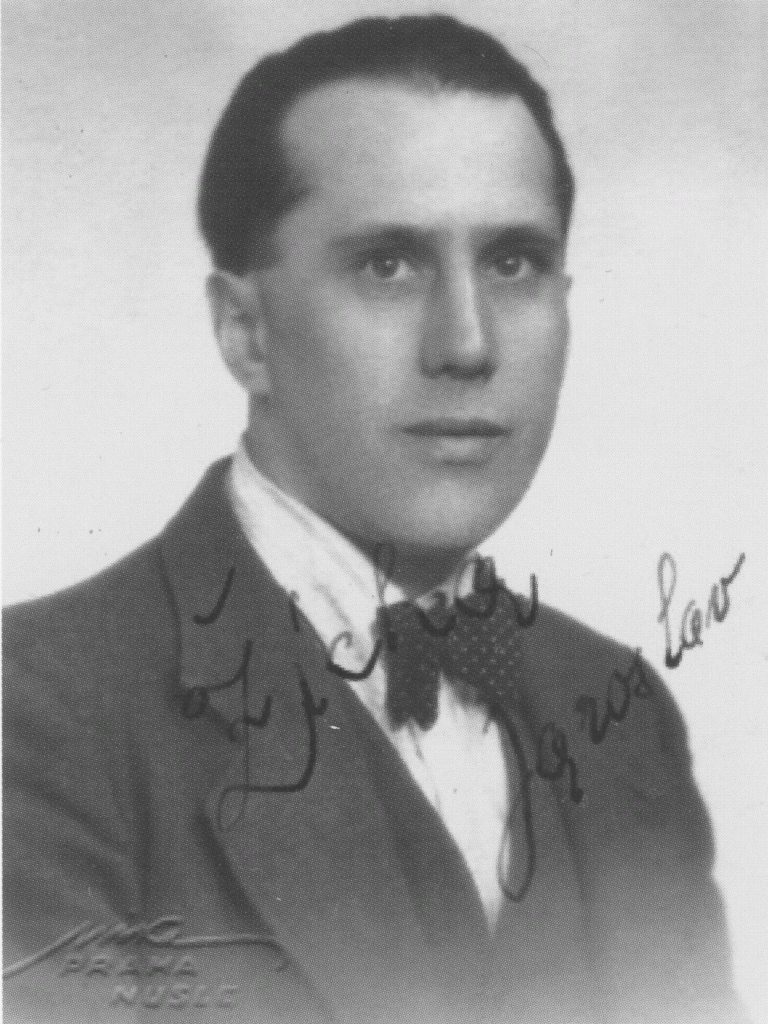
Jaroslav Žícha

## Zdeněk Fink – strůjce dalších akcí
- Dne 15. ledna 1945 byl gestapem podruhé zatčen nadporučík Vítězslav Lepařík (paravýsadek Glucinium).[5] Ten po svém prvním zatčení souhlasil se spoluprací s gestapem, ale následně se snažil ze závazku vyvázat.[5] Dne 16. ledna 1945 byl zatčen i bývalý parašutista Josef Šandera (paradesantní výsadek Barium).[5] I tento „spolupracovník“ se chtěl od součinnosti s gestapem „odpoutat“. Oba dva parašutisty ale nakonec udal právě konfident gestapa Zdeněk Fink.[5]

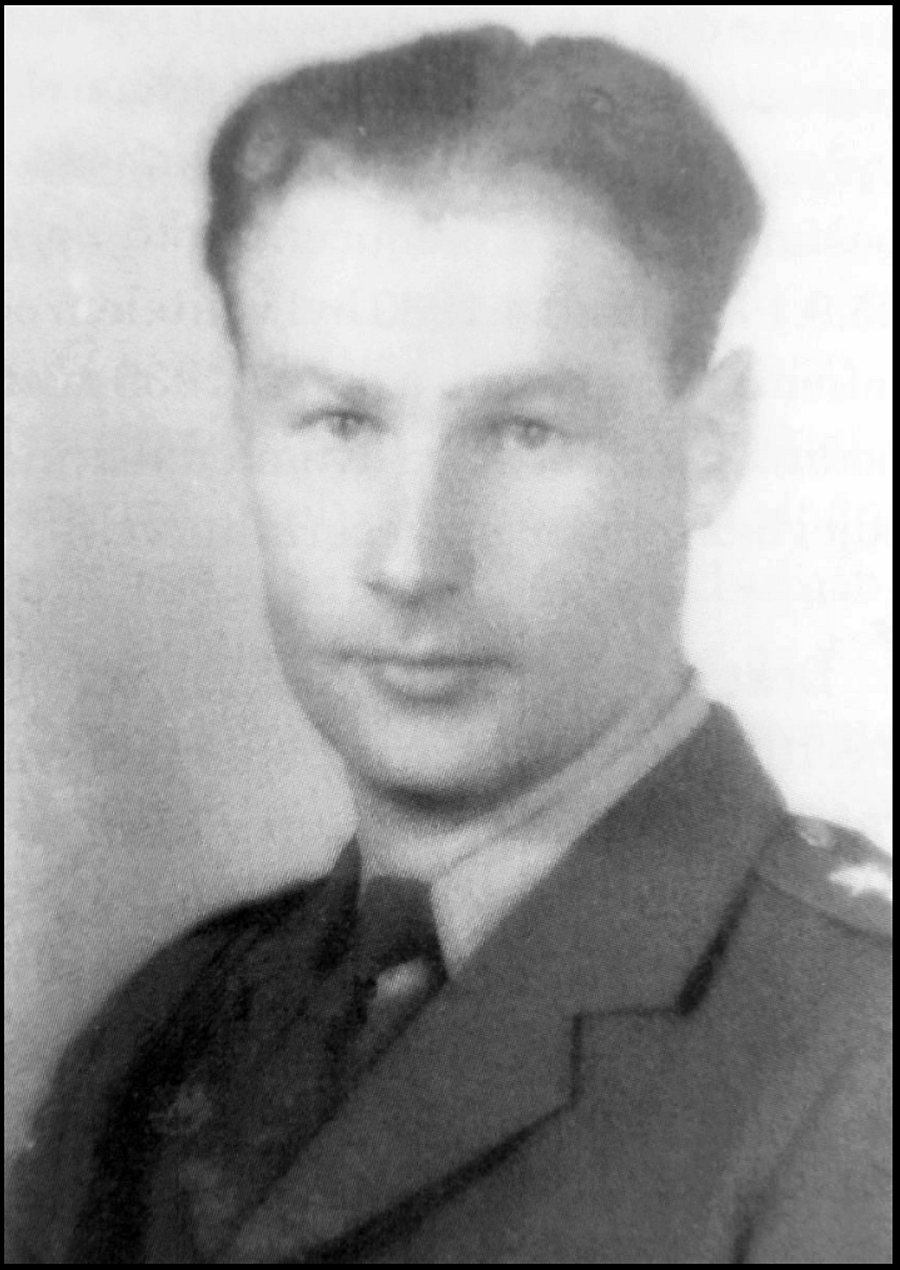
Vítězslav Lepařík (paravýsadek Glucinium)
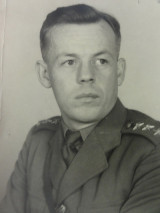
Josef Šandera (paravýsadek Barium)

- Dne 24. dubna 1945 došlo u Zahájí mezi Řepínem a Mělnickým Vtelnem k boji mezi parašutisty výsadku Národní mstitel a členy nacistického bezpečnostního aparátu.[5] Na odhalení úkrytu ilegální skupiny měl podíl konfident pražského gestapa Zdeněk Fink.[5] Ten do skupiny pronikl prostřednictvím Igora Fatějeva.[5] Během ozbrojeného střetu přišli o život politický komisař nadporučík Oskar Beneš a radista Nikolaj Vasiljevič Vybornov.[5]

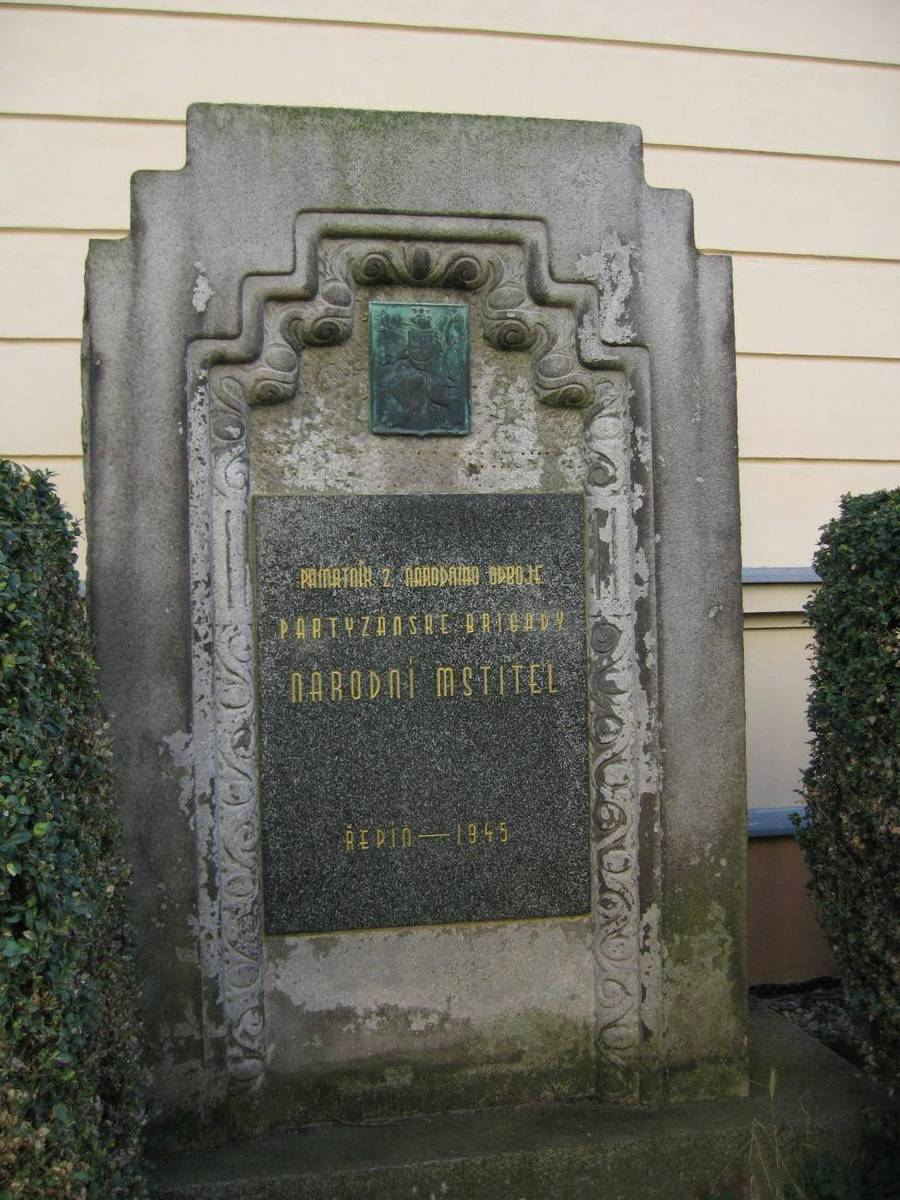
Pomník partyzánské skupiny Národní mstitel u levého křídla základní školy ve středu Řepína
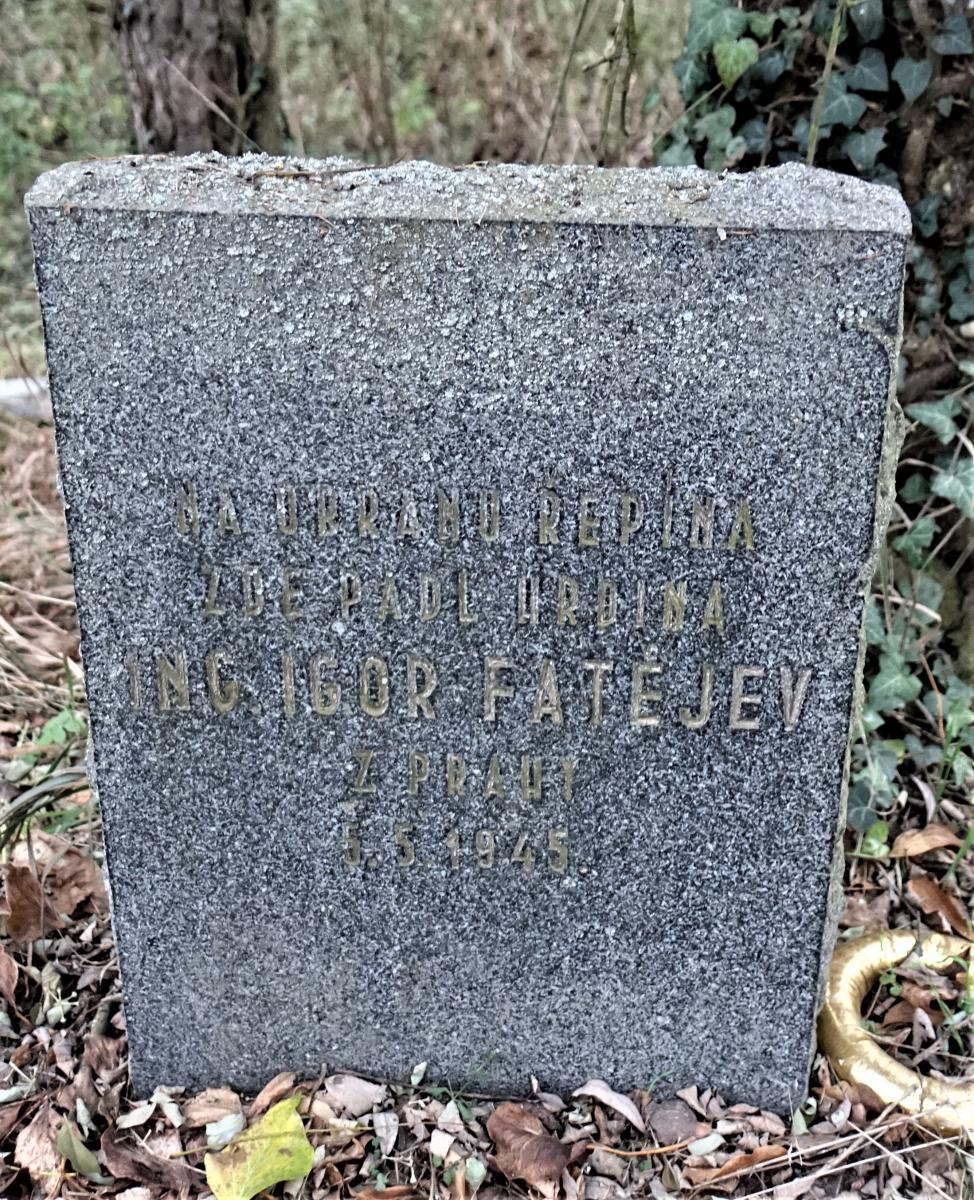
Pomník padlému Igoru Fatějevovi u silnice jižně od Řepína